# Moehringia macrophylla
Moehringia macrophylla là loài thực vật có hoa thuộc họ Cẩm chướng. Loài này được (Hook.) Fenzl mô tả khoa học đầu tiên năm 1833.